# Roger Byrne
Roger William Byrne (8 de febrer de 1929 - 6 de febrer de 1958) fou un futbolista anglès de la dècada de 1950.
Fou internacional amb la selecció d'Anglaterra amb la qual participà en la Copa del Món de futbol de 1954. Tota la seva carrera defensà els colors del Manchester United FC.
Amb només 28 anys va morir en el desastre aeri de Múnic que patí el club de Manchester.